# Sauertal (Naturschutzgebiet)
Koordinaten: 51° 35′ 33″ N, 8° 58′ 47″ O
Das Naturschutzgebiet Sauertal liegt auf dem Gebiet der Stadt Lichtenau im Kreis Paderborn in Nordrhein-Westfalen. Das 967 ha große Gebiet wurde im Jahr 2000 unter der Schlüsselnummer PB-008 als Naturschutzgebiet (NSG) von der Bezirksregierung Detmold per Verordnung ausgewiesen. 2014 wurde das NSG vom Kreistag mit dem Landschaftsplan Lichtenau erneut ausgewiesen. Zwei Teilbereiche des Naturschutzgebiets wurden 2004 als FFH-Gebiet Kalkfelsen bei Grundsteinheim mit 6 ha und als Europäisches Vogelschutzgebiet (Kurzbezeichnung Vogelschutzgebiet) Egge ausgewiesen, wobei nur 131 ha des NSG südlich von Kleinenberg zum 7164 ha großen Vogelschutzgebiet Egge gehören. Das aus sechs Teilflächen bestehende Gebiet erstreckt sich entlang des Flusses Sauer. Durch das Gebiet hindurch verläuft die B 68.

## Beschreibung

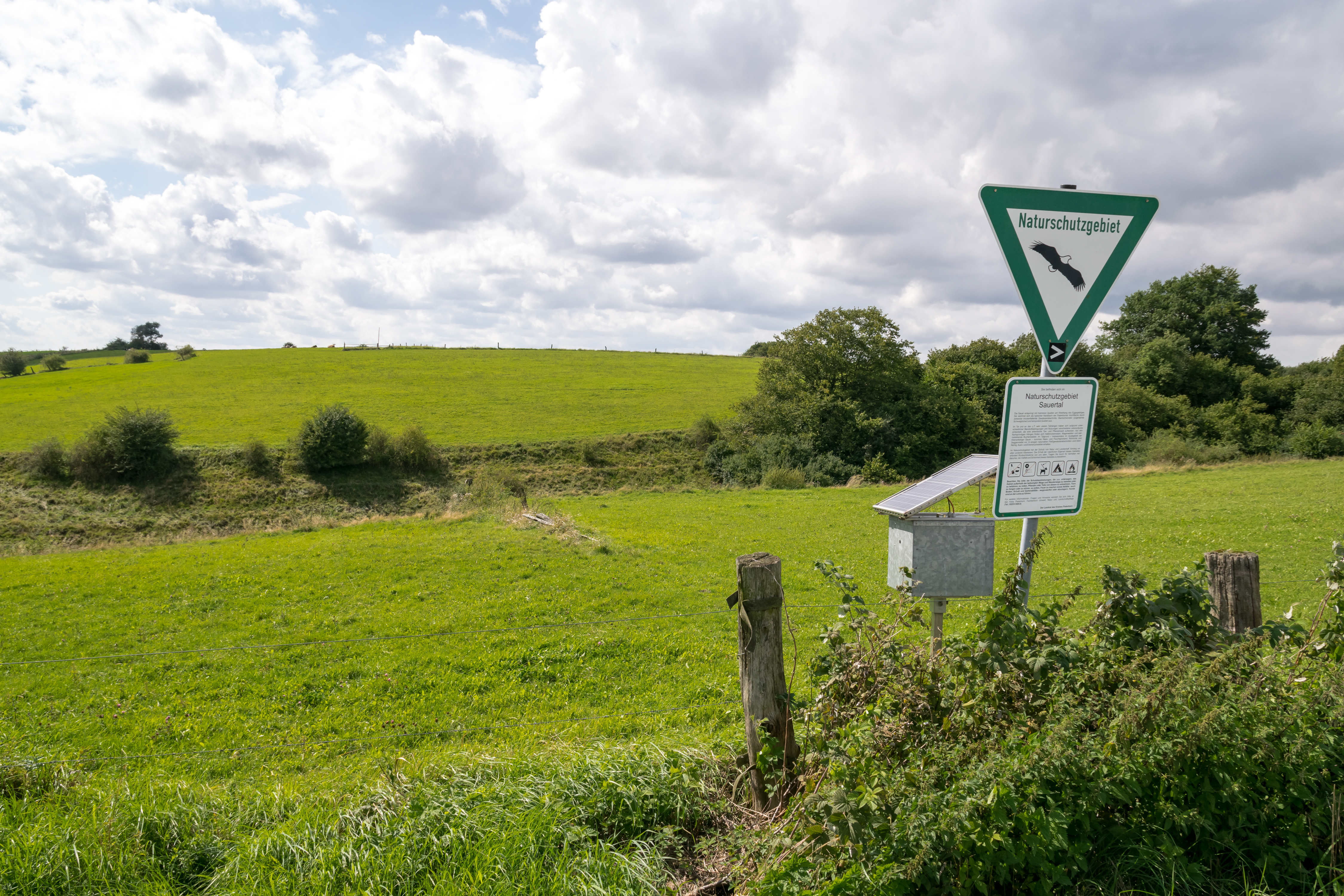
Naturschutzgebiet Sauertal

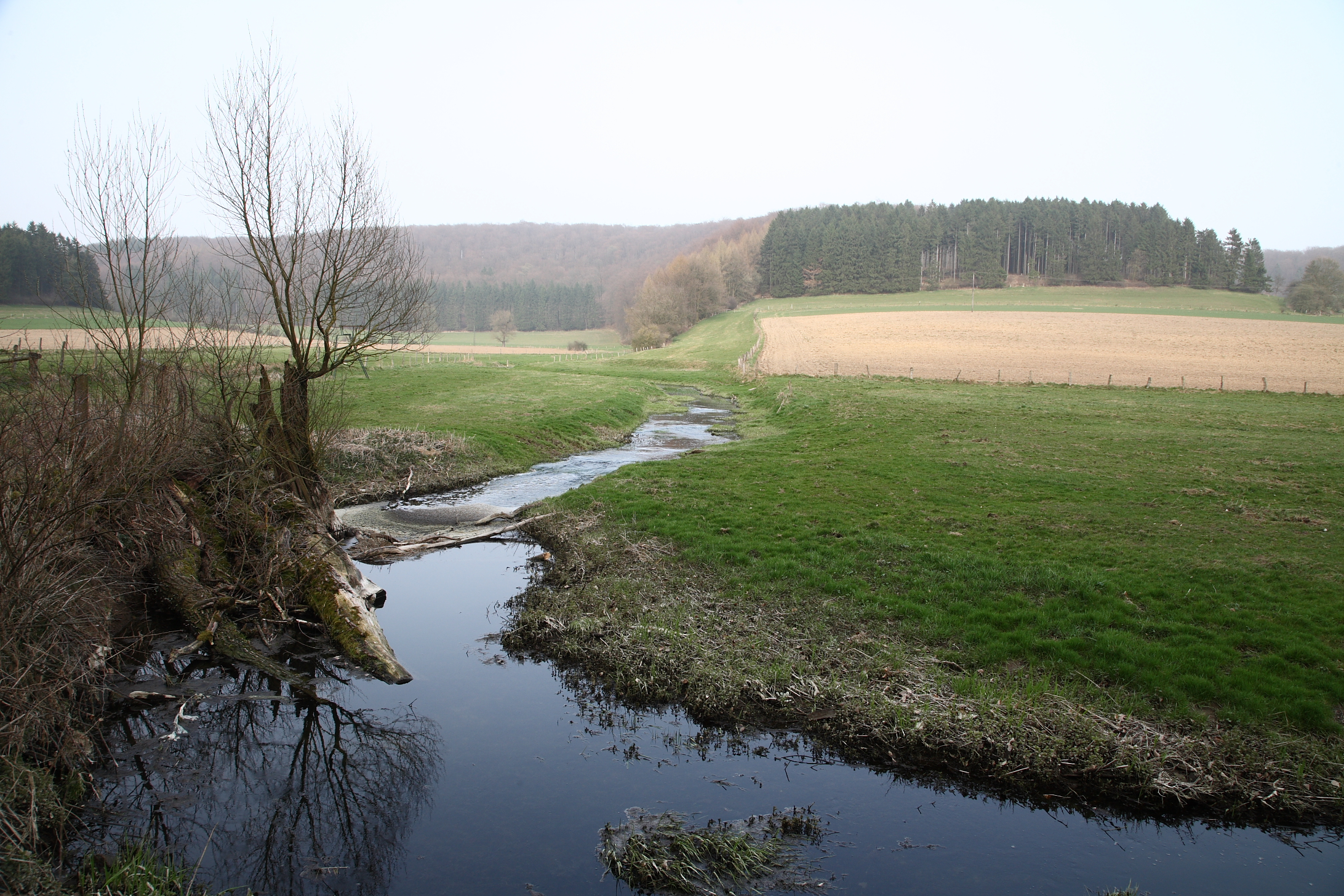
Sauer

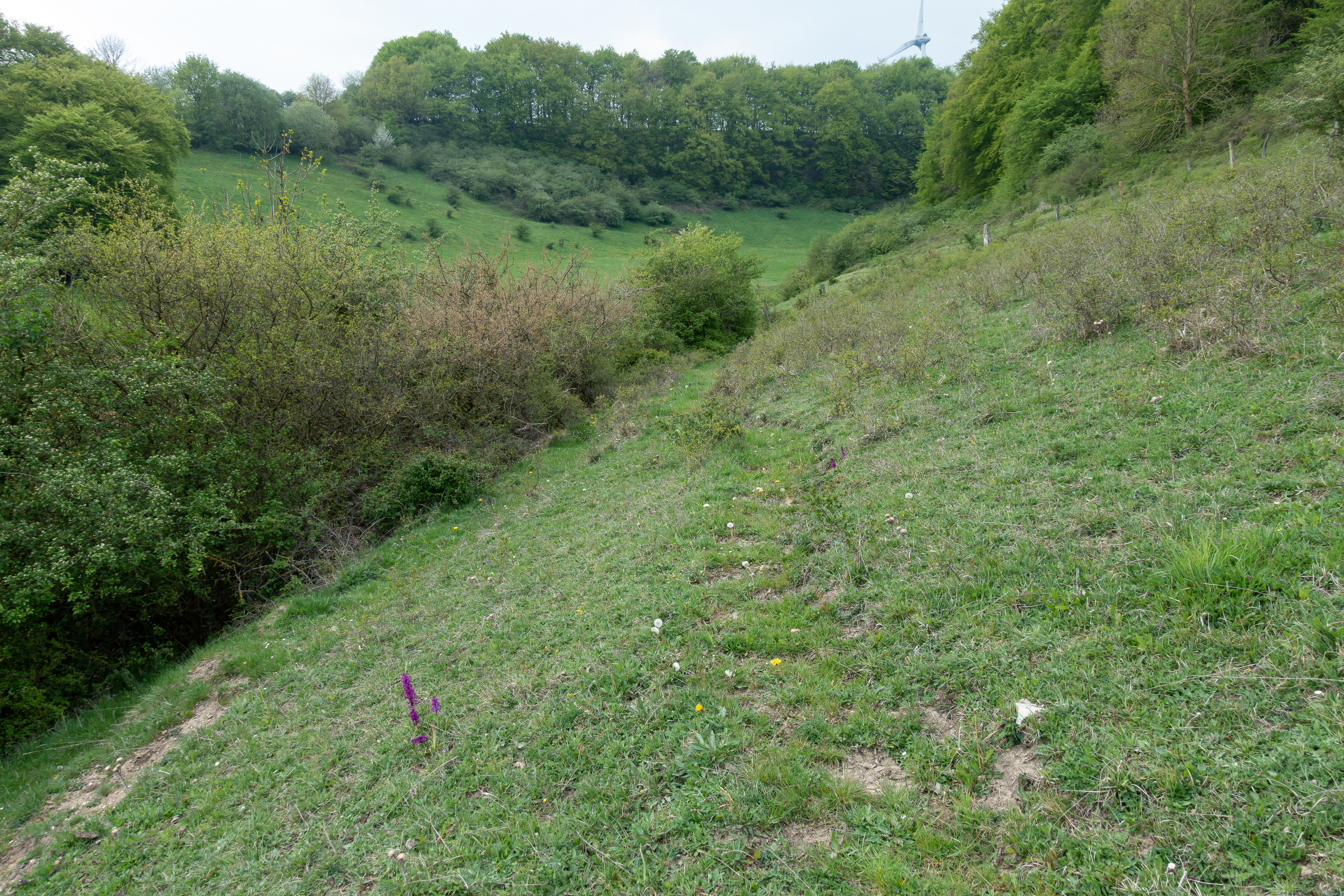
Magerrasen im NSG

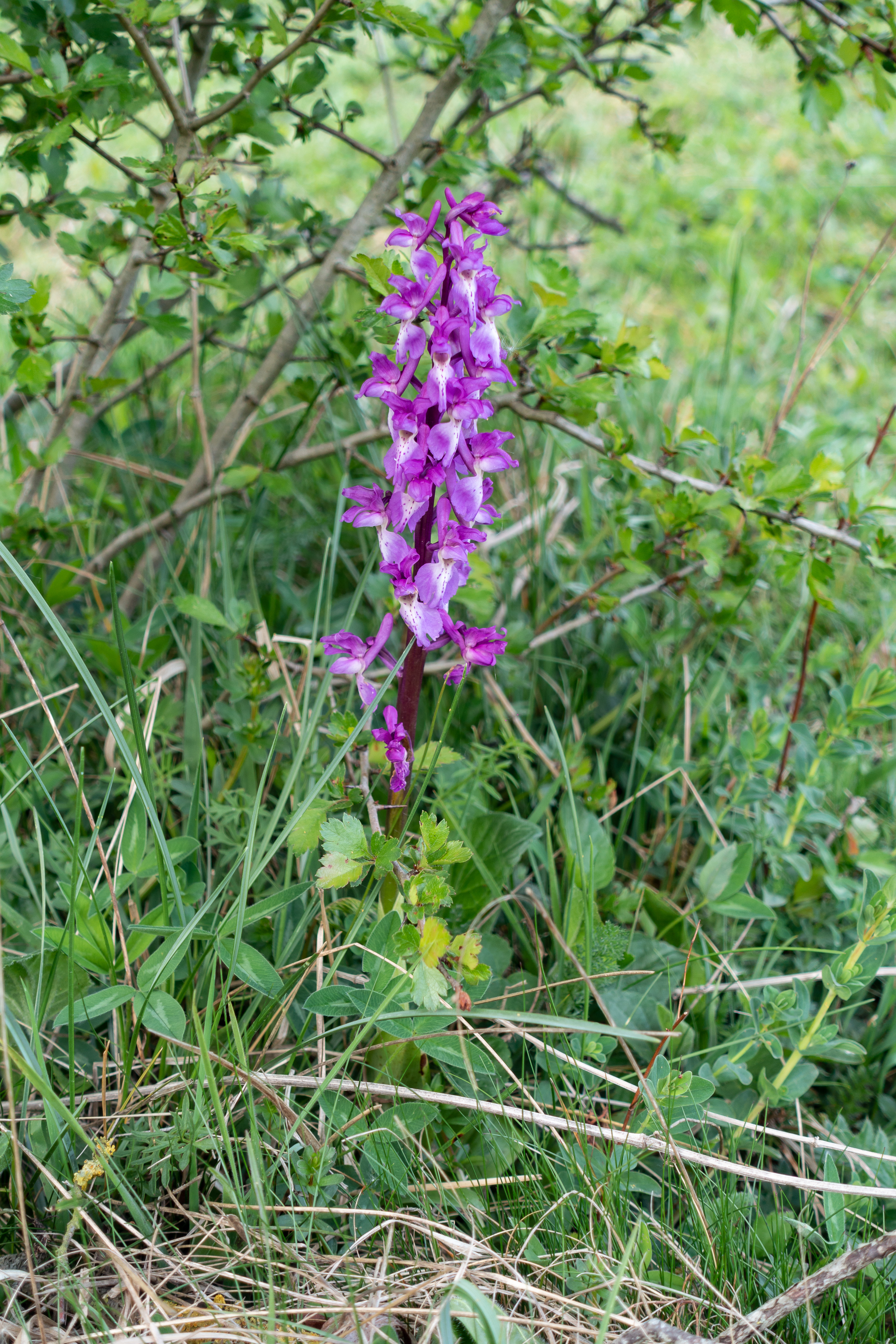
Männliches Knabenkraut im NSG

Das Naturschutzgebiet Sauertal umfasst den Bereich der Kleinenberger Mulde, des Winzenberg und Teilbereiche des Sauertals. Im Sauertal gehören zum NSG Bereiche zwischen Kleinenberg und Lichtenau, zwischen Lichtenau und Iggenhausen und zwischen Grundsteinheim und Ebbinghausen. Das NSG grenzt direkt an die Naturschutzgebiete Schmittwassertal, Sauerbachtal Bülheim und Oberer Kleinenberg.
Im NSG sind ausgedehnte Feuchtgrünlandflächen, Moore, Kalkhalbtrockenrasen, Magerweiden und Wälder zu finden. Zahlreiche Biotopstrukturen im NSG sind Zeugnis einer Jahrhunderte alten Bewirtschaftungsformen, wie z. B. Hutewaldbestände und Kalkhalbtrockenrasen. Im NSG liegen naturnah verlaufende Fließgewässerabschnitte der Sauer mit Flach- und Steilufern, Kiesbänken, Kolken, Schwalglöchern und uferbegleitenden Gehölzbeständen. Auch die Kleinenberger Sauer mit Quelle und Abschnitte verschiedener Quellbäche mit Quellen liegen im Gebiet. Die Bäche führen in diesen Karstgebiet nur zeitweise Wasser. Auch Sümpfe, Kleingewässer, Röhrichte, Seggenrieder und kleinflächige Borstgrasrasen kommen vor. In der Saueraue liegen Flutmulden. Im Schutzgebiet sind auch Waldbereiche mit Waldmeister Buchenwälder, kleinflächige Auen- und Erlenbruchwälder vorhanden. Weiter gibt es verschiedene Felsbereiche mit bis zu 20 Meter hohen Felsen, Höhlen, Dolinen, Schwalglöcher, Obstwiesen, Kopfbaumbestände, markante Einzelbäume, Baumgruppen und Hecken im NSG.
Das NSG ist Lebensraum seltener Tier- und Pflanzenarten. Es kommen Arten wie Neuntöter (Lanius collurio), Teichfledermaus (Myotis dasycneme), Große Bartfledermaus (Myotis brandti), Wasserfledermaus (Myotis daubentoni), Braunes Langohr (Plecotus auritus), Eisvogel (Alcedo atthis), Rotmilan (Milvus milvus), Schwarzspecht (Dryocopus martius), Mittelspecht (Picoides medius), Grauspecht (Picus canus), Schwarzstorch (Ciconia nigra), Raubwürger (Lanius excubitor) und Uhu (Bubo bubo) vor.
Zum Wert des NSG schreibt der Landschaftsplan: "Dem Sauertal kommt als lineare Verbindungsachse zwischen den Wäldern des
südlichen Eggegebirges und der Paderborner Hochfläche eine besondere Bedeutung als Biotopverbundachse zu."

## Besondere Verbote im NSG
Im NSG ist die Wiederaufforstung mit nicht heimischen Laubbaumarten verboten, wobei das Pflanzmaterial der Bäume aus dem Westdeutschen Bergland stammen muss. Aber bei Wiederaufforstungen dürfen Nadelbäume einzel-, trupp- oder gruppenweise bis zu einem maximalen Anteil von 25 % beigemischt werden. Im NSG sind Kahlschläge über 0,3 ha pro Jahr verboten. Erlaubt sind Saum- und Femelhiebe.

## Besondere Naturschutzaktivitäten
Die Gemeinschaft für Naturschutz – im Bürener Land stellte 1999 einen Antrag bei der NRW-Stiftung Bereiche im Sauertal zu kaufen. Die Bezirksregierung in Detmold leitet 2000 das Bodenordnungsverfahren Sauertal mit einem beschleunigten Zusammenlegungsverfahren nach § 91 nach Flurbereinigungsgesetz (FlurbG) ein. Das Bodenordnungsverfahren Sauertal betraf 472 ha Land. Träger des Bodenordnungsverfahrens waren das Land NRW, NRW-Stiftung und Kreis Paderborn. Verfahrenziele waren: "Ökologisch wertvolle Naturschutzflächen entlang der Sauer in öffentliches Eigentum zu überführen; Zur Vermeidung agrarstruktureller Nachteile sollten Ersatz- und Ausgleichsflächen bereitgestellt werden; Konflikte zwischen Landwirtschaft und Naturschutz sollten beseitigt werden, Durch geeignete Bewirtschaftungsformen soll die Optimierung der Schutzziele erreicht werden." Ins Eigentum des Landes NRW gingen 113 ha, der NRW-Stiftung 120 ha und des Kreises Paderborn 21 ha über. Vom Flächenankauf und -tausch war die westliche Teilfläche ausgenommen. 2020 soll das Verfahren mit Berichtigung der Grundbuch und Kataster abgeschlossen werden. Die NRW-Stiftung übernahm bzw. kaufte insgesamt 144 ha. Die Gemeinschaft für Naturschutz – im Bürener Land ist für die Betreuung der Flächen der NRW-Stiftung zuständig.